# Pascale Ferran
Pascale Ferran (ur. 17 kwietnia 1960 w Paryżu) – francuska reżyserka i scenarzystka filmowa. 

## Życiorys
Kinem pasjonowała się od najmłodszych lat - w szkole średniej założyła dyskusyjny klub filmowy. W latach 1980–1983 studiowała na prestiżowej paryskiej uczelni filmowej IDHEC. Od 1983 tworzyła filmy krótkometrażowe.
Pierwszym filmem fabularnym Ferran były Małe ugody z umarłymi (1994), które przyniosły jej Złotą Kamerę za najlepszy debiut na 47. MFF w Cannes. Największy sukces odniosła adaptacją powieści D.H. Lawrence'a Kochanek lady Chatterley (2006). Film ten zdobył w sumie pięć Cezarów, w tym za najlepszy film roku i najlepszy scenariusz adaptowany.
Współautorka scenariusza do głośnej pełnometrażowej animacji Czerwony żółw (2016) Michaela Dudoka de Wita. Przewodnicząca jury sekcji "Un Certain Regard" na 60. MFF w Cannes (2007). W ramach tej festiwalowej sekcji premierę na 67. MFF w Cannes miał jej ostatni film Ludzie ptaki (2014).